# Tommerup
Tommerup is een plaats en voormalige gemeente in Denemarken.

## Voormalige gemeente
De oppervlakte bedroeg 73,65 km². De gemeente telde 7816 inwoners waarvan 3916 mannen en 3900 vrouwen (cijfers 2005).
Sinds 1 januari 2007 hoort de oud gemeente bij gemeente Assens.

## Plaats
De plaats Tommerup telt 1567 inwoners (2020). Tommerup bestaat uit twee delen: het dorp Tommerup en Tommerup Stationsby (stationsbuurt). Deze buurt is ontstaan rond het station aan de spoorlijn Nyborg - Fredericia. Tommerup zelf had ook een station aan de lijn Tommerup - Assens, maar dat is in 1966 gesloten. Daarnaast ligt de plaats aan weg 335.